# Greg Britz
Gregory „Greg“ Britz (* 3. Januar 1961 in Buffalo, New York) ist ein ehemaliger US-amerikanischer Eishockeyspieler, der in seiner aktiven Zeit von 1979 bis 1987 unter anderem für die Toronto Maple Leafs und Hartford Whalers in der National Hockey League gespielt hat.

## Karriere
Greg Britz begann seine Karriere als Eishockeyspieler in der Mannschaft der Harvard University, für die er von 1979 bis 1983 in der National Collegiate Athletic Association aktiv war. Am 2. November 1983 unterschrieb er anschließend einen Vertrag als Free Agent bei den Toronto Maple Leafs, für die er in den folgenden beiden Jahren zu sieben Einsätzen in der National Hockey League kam. Der Angreifer konnte sich bei den Kanadiern jedoch nie durchsetzen, sodass er in der Zeit von 1983 bis 1986 fast ausschließlich für deren Farmteam, die St. Catharines Saints, in der American Hockey League auf dem Eis stand. Im November 1986 wechselte der US-Amerikaner schließlich innerhalb der NHL als Free Agent zu den Hartford Whalers, für die er in der Saison 1986/87 nur in einem Spiel in der NHL auflief. Die restliche Spielzeit verbrachte er erneut in der AHL, wo er für Hartfords Farmteam Binghamton Whalers in insgesamt 87 Spielen 28 Tore erzielte und 19 Vorlagen gab. Nach Saisonende beendete er seine Karriere bereits im Alter von 26 Jahren.